# Краусс, Элисон
Элисон Краусс (англ. Alison Krauss; род. 23 июля 1971, Декейтер, Иллинойс, США) — американская скрипачка и исполнительница в стиле кантри, которая в 1990-е годы придала второе дыхание самому консервативному направлению этой музыки — стилю блюграсс.
Записывается с 14 лет. Её песни вошли в саундтреки более 60 фильмов.
Часто выступает с Робертом Плантом. В августе 2021 года Краусс объявила, что выпускает с ним сиквел альбома Raising Sand под названием Raise the Roof. В дополнение к альбому Краусс и Плант планируют тур на 2022 год.

## Награды
По состоянию на 2012 год в её активе имеется 27 наград «Грэмми» (с учётом наград, полученных в составе дуэтов) — больше, чем у любой другой женщины в истории.
| Награда                                                          | Альбом или композиция                                           | Год  |
| ---------------------------------------------------------------- | --------------------------------------------------------------- | ---- |
| «Грэмми» за лучший альбом в стиле классика кроссовер             | «Yo-Yo Ma & Friends: Songs Of Joy And Peace» (Sony Classical)   | 2010 |
| Премия «Грэмми» за лучший альбом года                            | «Raising Sand» (Rounder)                                        | 2008 |
| Запись года                                                      | Please Read The Letter                                          | 2008 |
| Лучшее совместное вокальное кантри-исполнение                    | «Killing The Blues»                                             | 2008 |
| «Грэмми» за лучший альбом в стиле современный фольк/американа    | «Raising Sand» (Rounder)                                        | 2008 |
| Премия «Грэмми» за лучшее совместное вокальное поп-исполнение    | «Gone, Gone, Gone» (Done Moved On)                              | 2007 |
| Премия «Грэмми» за лучший кантри-альбом                          | «Lonely Runs Both Ways»                                         | 2006 |
| «Грэмми» за лучшее кантри-исполнение дуэта или группы с вокалом  | «Restless»                                                      | 2006 |
| «Грэмми» за лучшее инструментальное кантри-выступление           | «Unionhorse Branch»                                             | 2006 |
| Лучший альбом в стиле Bluegrass                                  | «Live»                                                          | 2003 |
| Лучшее инструментальное кантри-исполнение                        | «Cluck Old Hen» (Rounder)                                       | 2003 |
| Премия «Грэмми» за лучшее совместное кантри-исполнение с вокалом | «How’s The World Treating You» совместно с James Taylor         | 2003 |
| «Грэмми» продюсеру за лучший альбом в стиле современный фольк    | for Nickel Creek’s «This Side»                                  | 2002 |
| Премия «Грэмми» за лучший альбом года                            | О, где же ты, брат? (совместно с другими исполнителями альбома) | 2001 |
| Лучший альбом в стиле Bluegrass                                  | «New Favorite» (Rounder)                                        | 2001 |
| Лучшая кантри-группа                                             | «The Lucky One»                                                 | 2001 |
| «Грэмми» за сотрудничество в стиле кантри с вокалом              | «Same Old Train»                                                | 1998 |
| «Грэмми» за кантри-исполнение дуэтом или группой с вокалом       | «Looking In the Eyes of Love»                                   | 1997 |
| «Грэмми» за инструментальное выступление в стиле кантри          | «Little Liza Jane»                                              | 1997 |
| Лучший альбом в стиле блюграсс                                   | «So Long So Wrong» (Rounder)                                    | 1997 |
| «Грэмми» за сотрудничество в стиле кантри с вокалом              | «High Lonesome Sound» совместно с Vince Gill                    | 1996 |
| «Грэмми» за женское вокальное кантри-исполнение                  | «Baby, Now That I’ve Found You»                                 | 1995 |
| «Грэмми» за сотрудничество в стиле кантри с вокалом              | «Somewhere in the Vicinity of the Heart» совместно с Shenandoah | 1995 |
| «Грэмми» за южный, кантри или блюграсс госпел-альбом             | «I Know Who Holds Tomorrow» совместно с the Cox Family          | 1994 |
| «Грэмми» за запись в стиле блюграсс                              | «Every Time You Say Goodbye»                                    | 1992 |
| «Грэмми» за запись в стиле блюграсс                              | «I’ve Got That Old Feeling»                                     | 1990 |

## Дискография
- 1985 — Different Strokes
- 1987 — Too Late to Cry
- 1989 — Two Highways
- 1990 — I've Got That Old Feeling
- 1992 — Every Time You Say Goodbye
- 1994 — I Know Who Holds Tomorrow
- 1997 — So Long So Wrong
- 1999 — Forget About It
- 2001 — New Favorite
- 2004 — Lonely Runs Both Ways (совместно с «Union Station»)
- 2007 — Raising Sand (с Робертом Плантом)
- 2011 — Paper Airplane
- 2017 — Windy City
- 2021 — Raise the Roof (с Робертом Плантом)[4]
- 2025 — Arcadia (совместно с «Union Station»)